# Josh Nisbet
Josh Nisbet (Penrith, 15 de junio de 1999) es un futbolista australiano que juega en la demarcación de centrocampista para el Roda JC Kerkrade de la Eerste Divisie.

## Selección nacional
Tras jugar en las categorías inferiores de la selección, finalmente hizo su debut con la selección de Australia el 26 de marzo de 2024 en un encuentro de clasificación para la Copa Mundial de Fútbol de 2026 contra Líbano que finalizó con un resultado de 5-0 a favor del combinado australiano tras los goles de John Iredale, Kusini Yengi, un doblete de Craig Goodwin y un autogol de Bassel Jradi.

## Clubes
| Club                           | País         | Año       | Partidos | Goles |
| ------------------------------ | ------------ | --------- | -------- | ----- |
| Central Coast Mariners Academy | Australia    | 2017-2019 | 45       | 0     |
| Central Coast Mariners         | Australia    | 2018-2024 | 145      | 7     |
| Ross County F. C.              | Escocia      | 2024-2025 | 39       | 4     |
| Roda JC Kerkrade               | Países Bajos | 2025-     |          |       |